# Largo do Carmo

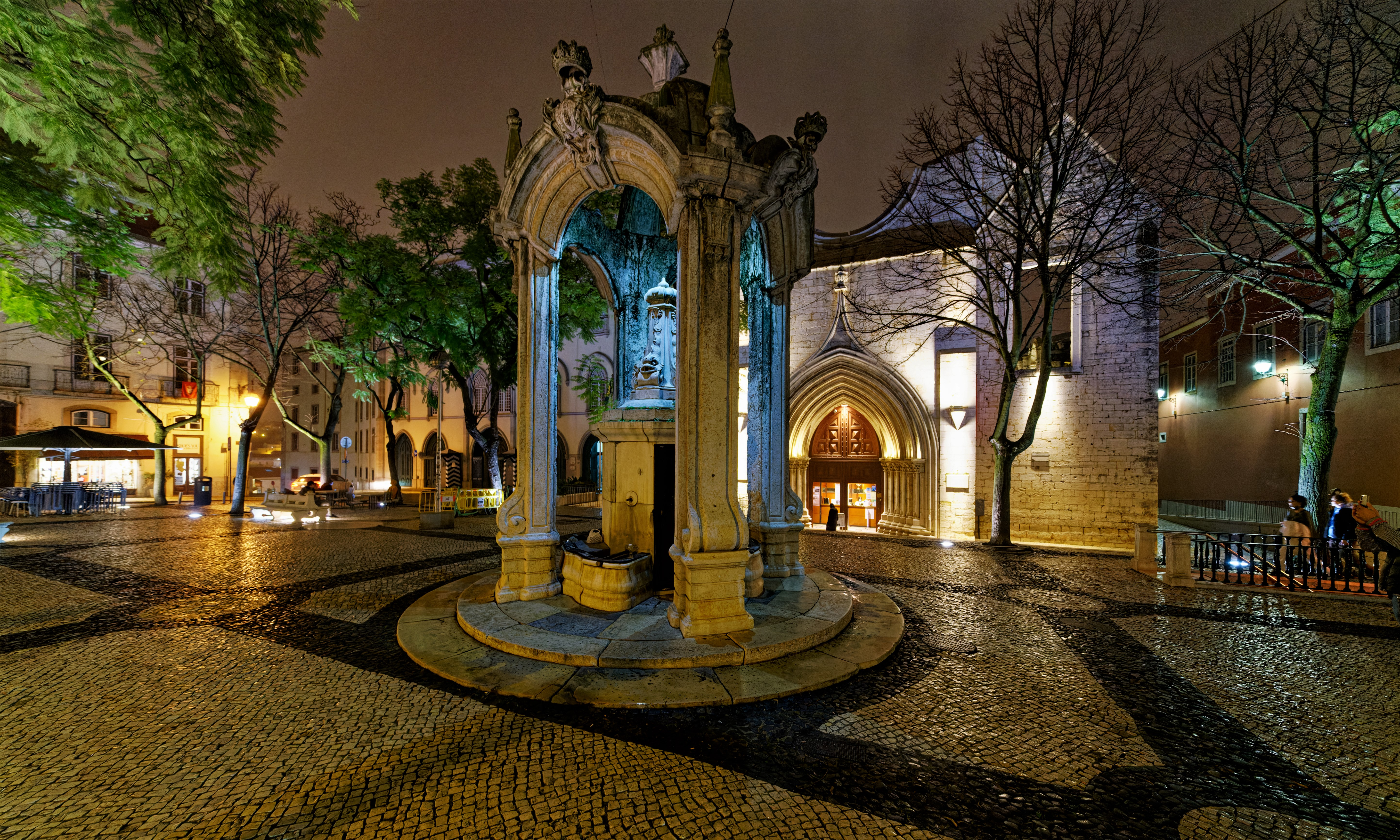
Der Chafariz do Carmo

Der Largo do Carmo ist ein typischer kleiner Platz der portugiesischen Hauptstadt Lissabon im Altstadtviertel Chiado. In der Mitte des Platzes steht der Springbrunnen Chafariz do Carmo von 1771, umgeben von Jacaranda-Bäumen, die dem gesamten Bereich Schatten spenden.
Obwohl das Areal klein ist, hat es große historische Bedeutung. Er liegt bei den Ruinen des Convento do Carmo, einem ehemaligen Kloster des Karmeliter-Ordens aus dem 14. Jahrhundert, dessen Ruinen heute noch sichtbar sind. Beim großen Erdbeben von Lissabon am 1. November 1755 wurde das Bauwerk zerstört. Östlich des Platzes ist der Zuweg zum Elevador de Santa Justa, der das Areal mit tiefergelegenen Teilen der Stadt verbindet.
Tür an Tür mit den Ruinen der Abtei befindet sich das Hauptquartier der Nationalgarde (Guarda Nacional Republicana). Dieses Gebäude spielte eine Schlüsselrolle während der Nelkenrevolution am 25. April 1974, denn hierhin flüchtete sich der portugiesische Ministerpräsident Marcelo Caetano, um der Revolution zu entkommen. Mit der Verkündigung des Machtverzichtes vom Balkon des Gebäudes wurde die Beendigung der Diktatur des Estado Novo ausgerufen. Jedes Jahr am 25. April versammeln sich hier Tausende Menschen, um vor dem Gebäude der Nationalgarde der nahezu unblutigen Nelkenrevolution zu gedenken.

Der Platz ist ein beliebter Treffpunkt für Einheimische, Touristen und Straßenmusikanten, die die ruhige Atmosphäre mit Sitzgelegenheiten im Freien genießen.

Am Abend auf dem Largo do Carmo
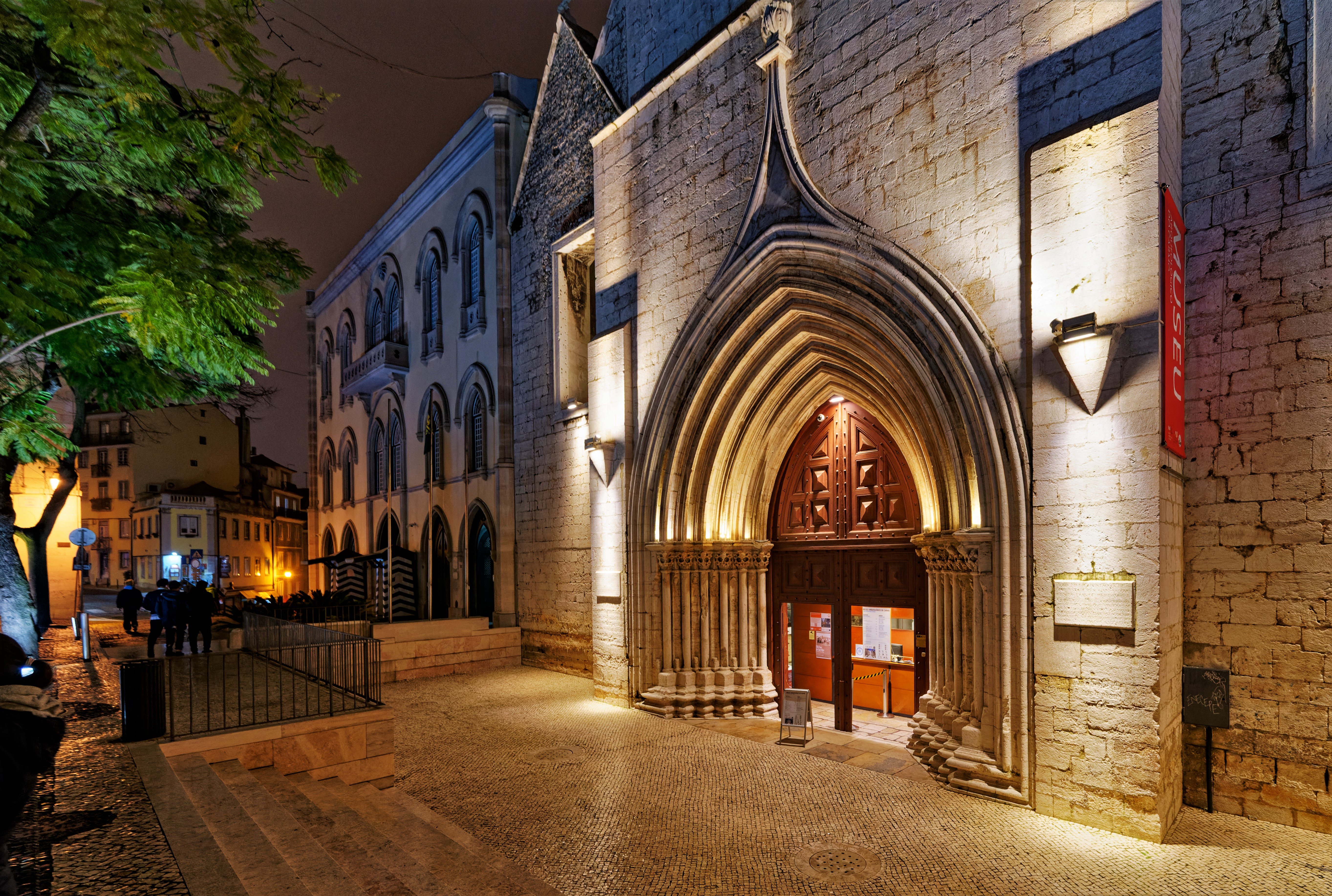
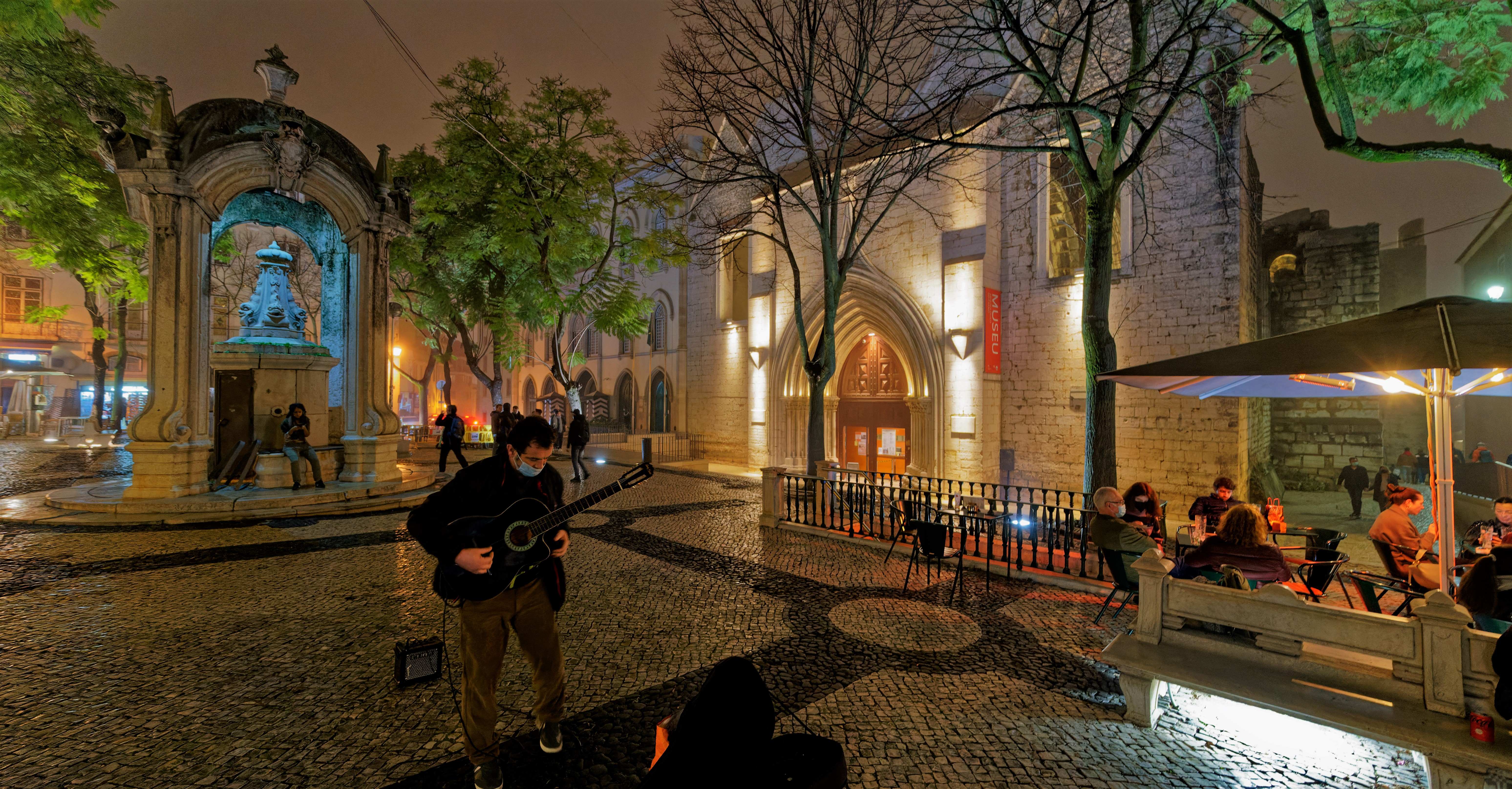
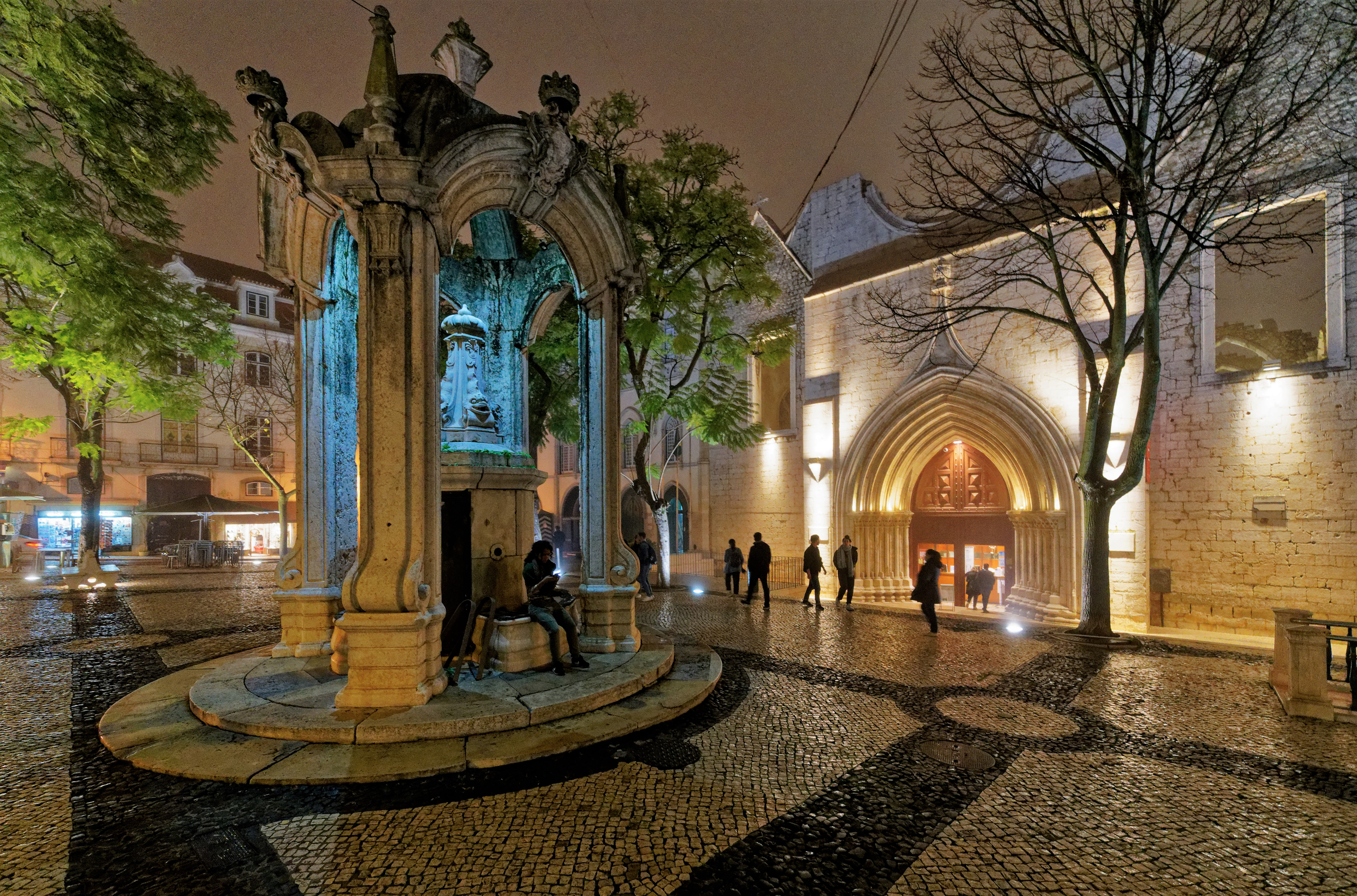
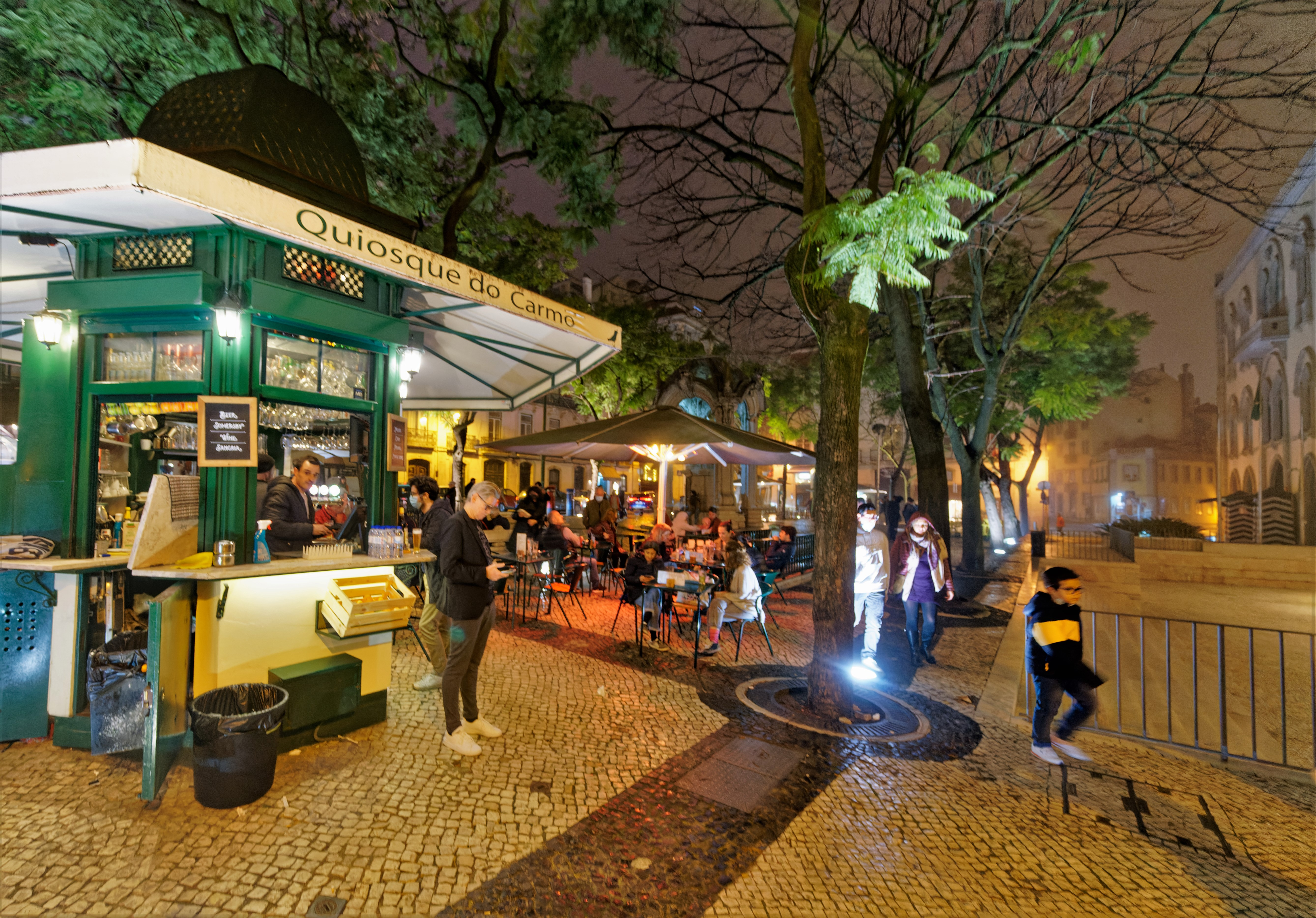